# Devon Sawa
Devon Edward Sawa (Vancouver, 7 settembre 1978) è un attore canadese.

## Biografia
Ha iniziato la sua carriera da bambino, recitando in film indirizzati al pubblico giovane. Sawa è stato sulla copertina di riviste quali Teen Vogue, Bop magazine, Tiger Beat.
Nel 1994 ha avuto una parte nel film Piccoli campioni; poi, nel 1995, ha recitato nel film Casper, dove ha interpretato il fantasma protagonista, in una breve scena in cui questo è temporaneamente riportato in vita. 
È stato quindi protagonista, l'anno seguente, del film Robin Hood in internet (una moderna riedizione del celebre classico, di cui viene ripreso il tema di fondo), nel quale il giovane Robin McAllister, da lui interpretato, per aiutare un compagno in difficoltà, non esita a derubare ricche società, violando i sistemi informatici attraverso l'uso di internet.
Ha affiancato Jonathan Taylor Thomas e Scott Bairstow nel film Wild America (1997), poi è stato protagonista del film horror Giovani diavoli, e successivamente nell'horror/thriller Final Destination e nel thriller The Guilty - Il colpevole.
Nel 2002 è stato nel cast di altri due film: Extreme Ops e Slackers, e nel 2004 ha affiancato Andrew Keegan in Extreme Dating.
Nel 2000 Sawa ha vinto un Saturn Award per la miglior performance come giovane attore, nel film Final Destination. Nello stesso anno ha partecipato anche come protagonista (nella parte di un fan di Eminem) al video di Stan, una canzone del rapper che è parte del suo terzo album in studio, The Marshall Mathers LP (2000). Nel 2010 viene scelto per interpretare Owen Elliot nella serie tv statunitense Nikita.

### Vita privata
È sposato con la produttrice canadese Dawni Sahanovitch. La coppia ha due figli, Hudson e Scarlett Heleena.

## Filmografia

### Attore

#### Cinema
- Piccoli campioni (Little Giants), regia di Duwayne Dunham (1994)
- Casper, regia di Brad Silberling (1995)
- Amiche per sempre (Now and Then), regia di Lesli Linka Glatter (1995)
- Amicizia pericolosa (The Boys Club), regia di John Fawcett (1997)
- Wild America, regia di William Dear (1997)
- Il mio campione (A Cool, Dry Place), regia di John N. Smith (1998)
- Fuori di cresta (SLC Punk!), regia di James Merendino (1998)
- Ali bruciate (Around the Fire), regia di John Jacobsen (1998)
- Giovani diavoli (Idle Hands), regia di Rodman Flender (1999)
- Final Destination, regia di James Wong (2000)
- The Guilty - Il colpevole (The Guilty), regia di Anthony Waller (2000)
- Slackers, regia di Dewey Nicks (2002)
- Sfida nell'ultima valanga (Extreme Ops), regia di Christian Duguay (2002)
- Extreme Dating, regia di Lorena David (2004)
- La spacconata (Shooting Gallery), regia di Keoni Waxman (2005)
- Devil's Den, regia di Jeff Burr (2006)
- Creature of Darkness, regia di Mark Stouffer (2009)
- Endure, regia di Joe O'Brien (2010)
- Random Walk, regia di Lux (2010) - cortometraggio
- Final Destination 5, regia di Steven Quale (2011) - (immagini d'archivio)
- 388 Arletta Avenue, regia di Randall Cole (2011)
- The Philly Kid, regia di Jason Connery (2012)
- A Resurrection, regia di Matt Orlando (2013)
- A Warden's Ransom, regia di Mike Elliott (2014)
- L'esorcismo di Molly Hartley (The Exorcism of Molly Hartley), regia di Steven R. Monroe (2015)
- Life on the Line, regia di David Hackl (2015)
- Punk's Dead: SLC Punk 2, regia di James Merendino (2016)
- Moose, regia di Fred Durst (2018)
- Escape Plan 3 - L'ultima sfida (Escape Plan: The Extractors), regia di John Herzfeld (2019)
- The Fanatic, regia di Fred Durst (2019)
- Disturbing the Peace - Sotto assedio (Disturbing the Peace), regia di York Alec Shackleton (2020)
- Wolf Hunter (Hunter Hunter), regia di Shawn Linden (2020)
- Black friday, regia di Casey Tebo (2021)
- Gasoline Alley, regia di Edward John Drake (2022)

#### Televisione
- Crimini misteriosi (Unsub) - serie TV, episodio 1x07 (1989)
- The Odyssey - serie TV, episodi 1x06-2x05-2x06 (1992-1994)
- Sherlock Holmes Returns, regia di Kenneth Johnson (1993) - film TV
- Colomba solitaria (Lonesome Dove: The Outlaw Years) - serie TV, episodio 1x02 (1995)
- Tornado (Night of the Twisters), regia di Timothy Bond (1996) - film TV
- Robin Hood in Internet (Robin of Locksley), regia di Michael Kennedy (1996) - film TV
- NCIS: Los Angeles - serie TV, episodio 1x15 (2010)
- Nikita - serie TV, 23 episodi (2010-2013)
- Broad Squad, regia di Coky Giedroyc (2015) - episodio pilota scartato
- Real Detective - serie TV, episodio 1x01 (2016)
- Somewhere Between - serie TV, 10 episodi (2017)
- Hawaii Five-0 - serie TV, episodio 8x13 (2018)
- Chucky – serie TV (2021-2024)
- Magnum PI - serie TV, episodi 4x06 e 4x07 (2021)

### Videoclip
- Stan di Eminem (2000)

### Doppiatore
- Action Man - serie TV, 26 episodi (1995-1996)
- Spider Man - serie TV, episodio 1x09 (2003)

## Doppiatori italiani
Nelle versioni in lingua italiana dei suoi lavori, Devon Sawa è stato doppiato da:
- Stefano Crescentini in Il mio campione, Final Destination, Final Destination 5
- Fabrizio Manfredi in Giovani diavoli, The Guilty - Il colpevole
- Francesco Bulckaen in Nikita, The Fanatic
- Lorenzo De Angelis in Casper
- Simone Crisari in Amiche per sempre
- Massimiliano Alto in Fuori di cresta
- Marco Vivio in Ali bruciate
- Alessandro Messina in NCIS: Los Angeles
- Gabriele Lopez in Somewhere Between
- Giuliano Bonetto in Wolf Hunter
- Mauro Gravina in Hawaii Five-0
- Ruggero Andreozzi in Escape Plan 3 - L'ultima sfida
- Loris Loddi in Disturbing the Peace - Sotto assedio
- Stefano Thermes in Chucky
- Giorgio Borghetti in Magnum PI
- Paolo Vivio in The Boys Club (Amicizia Pericolosa)